# 帰って来た蛍
『帰って来た蛍』（かえってきたほたる）は、カートプロモーション企画・制作の舞台作品。

## 解説
先の大戦末期に鹿児島の知覧に実在した陸軍特攻基地から出撃した特攻隊員と「富屋食堂」の女将 鳥濱トメ との秘話を基に制作された舞台で、出撃した後に蛍になって帰って来たという逸話の残る、宮川三郎少尉の悲話がメインに描かれている。

## スタッフ
脚本・演出は、全公演を柿崎ゆうじ（旧・柿崎裕治）が担当した。
柿崎は、『蒼空の神々』・『未来への伝言』ではエグゼクティブプロデュ―サーを、『天空の誓い』からは製作総指揮を兼務している。

## 主な登場人物
- 鳥濱トメ
- 鳥濱美阿子
- 鳥濱礼子
- 宮川三郎
- 松崎義勝
- 滝本恵之助

## 公演タイトル
『帰って来た蛍』
Kart Promotion プロデュース Vol.4
2008年6月6日 - 15日、会場：新宿SPACE107

『帰って来た蛍 〜神々のたそがれ〜』
Kart Promotion プロデュース Vol.7
2010年7月15日 - 25日、会場：草月ホール

『帰って来た蛍 〜慟哭の詩〜』
カートプロモーション プロデュース 第八弾　"鳥濱トメ"生誕110周年・没後20周年記念
2012年6月8日 - 16日、会場：前進座劇場／2012年7月4日、会場：長岡市立劇場大ホール

『帰って来た蛍 〜蒼空の神々〜』
カートプロモーション プロデュース 第十弾
2014年6月26日 - 7月6日、会場：俳優座劇場

『帰って来た蛍 〜未来への伝言〜』
カートプロモーション プロデュース 第十一弾　終戦七十周年記念公演
2015年6月11日 - 6月17日、会場：俳優座劇場

『帰って来た蛍 ～天空の誓い～』
カートプロモーション プロデュース 第十三弾
2017年10月17日 - 22日、会場：俳優座劇場

『帰って来た蛍 ～令和への伝承～』
カートプロモーション プロデュース 第十六弾
2022年7月23日 - 31日（7月26日休演）、会場：俳優座劇場

『帰って来た蛍 ～永遠の言ノ葉～』
カートプロモーション プロデュース 第十七弾
2024年6月29日 - 7月7日（7月2日休演）、会場：俳優座劇場